# Прапор Ружинського району
Пра́пор Ру́жинського райо́ну затверджений рішенням Ружинської районної ради рішенням XVI сесії XXIV скликання від 18 травня 2004 р. «Про затвердження герба і прапора Ружинського району».

## Опис прапора
Прямокутне червоне полотнище із співвідношенням сторін 2:3, розділене білою хвилястою горизонтальною смугою у співвідношенні 1:1:1.